# Айсберг (малый ракетный корабль)
«Айсберг» — малый ракетный корабль 3 ранга проекта 1234.1, входит в состав Бригады кораблей охраны водного района Кольской флотилии разнородных сил Северного флота ВМФ России. На 2022 год старейший из находящихся в строю боевых кораблей.

## История службы
- Приморский ССЗ (г. Ленинград):
  - Заложен — 11.11.1976 г.;
  - Спущен на воду — 20.04.1979 г.
- Вступил в строй 30.09.1979 г. (как в/ч 30812) в состав 292 дивизиона малых ракетных кораблей (в/ч 53165) 55 Печенгской Краснознамённой Ордена Ушакова 1 степени бригады ракетных катеров (в/ч 81339), позже с 1988 года — бригады малых ракетных кораблей) Северного флота с базированием в губе Долгая Западная (п. Гранитный).
- С 20.09.1989 г. по 14.11.1990 г. на СРЗ № 82 (пос. Росляково) прошел средний ремонт.
- С 1994 г. по 2011 г. после расформирования 55 бррк(м) входил в состав 108 Печенгского Краснознамённого Ордена Ушакова 1 степени дивизиона малых ракетных кораблей Кольской флотилии разнородных сил Северного флота с базированием в Екатерининской гавани (г. Полярный).
- С 01.09.1998 по декабрь 2011 года - в составе 7 брнк (в/ч 90829).
- С 2000 года в составе 7 брковр ( в/ч 90829). Как находящийся в составе гвардейского соединения МРК "Айсберг" также носит имя гвардейского корабля.
- Отметив в 2019 году своё 40-летие, наряду с МРК "Рассвет" более поздней постройки, продолжает службу находясь в составе сил постоянной готовности.
- с 1 декабря 2021 года выведен из боевого состава ВМФ.

## Известные командиры
- 1979—1981 — Гостев А. С.
- 1981—1986 — Тухватуллин К. Х.
- 1986—1988 — Обращевский А. А.
- 1988—1989 — Казаков А. Э.
- 1989—1996 — Жуков В. А.
- 1996—2004 — Костылев А. В.
- 2004—2007 — Капранчиков А. Н.
- 2007—2013 — Говера В. А.
- 2013—2018 — Гарибян М. Г.
- 2018 - 2021. -  Данилов Н.С.
- 2021 - н.в. Товкач П.В.

## Известные бортовые номера
- 511
- 535[1]